# Nataša Kocevska
Nataša Kocevska (* 7. April 1984 in Kičevo,  SR Mazedonien, SFR Jugoslawien) ist eine mazedonische Handballspielerin.
Die ehemalige Basketballspielerin begann erst im Alter von 15 Jahren mit dem Handballsport, als sie in ihrem Verein in der Handballabteilung aushalf. Sie startete ihre sportliche Karriere bei Partizan Kičevo und spielte anschließend für weitere Vereine in ihrer mazedonischen Heimat. Nach einem Jahr in Griechenland bei GAS Anagennisi Artas kehrte die 1,78 m große Rückraumspielerin 2006 zum mazedonischen Spitzenclub Kometal Gjorče Petrov Skopje zurück. Bei den Beachhandball-Europameisterschaften 2007 in Misano Adriatico, Italien, gehörte Kocevska zur Mannschaft Mazedoniens, die den sechsten Platz erreichte.
In der Saison 2007/08 stand die 72-fache mazedonische Nationalspielerin beim deutschen Bundesliga-Aufsteiger HSG Sulzbach/Leidersbach unter Vertrag. In der darauf folgenden Saison ging die Rückraumspielerin für Bayer Leverkusen auf Torejagd. Zur Saison 2009/10 wechselte die Mazedonierin zum Zweitligisten TuS Weibern. Durfte dort aber nur wenige Spiele am Anfang bestreiten, da sie keine Lizenz für die 2. Bundesliga erhielt. Daraufhin wechselte Kocevska im September 2009 zum Thüringer HC. Nach Saisonende wurde Kocevska vom Zweitligisten Borussia Dortmund verpflichtet. Mit Borussia Dortmund stieg sie 2015 in die Bundesliga auf. Nach der Saison 2015/16 beendet sie ihre Karriere.
Kocevska übernahm während ihrer aktiven Zeit bei Borussia Dortmund das Traineramt einer Jugendmannschaft. Ab der Saison 2016/17 trainiert sie die zweite Mannschaft von Borussia Dortmund.

## Erfolge
- Mazedonischer Meister 2004–2007
- Mazedonischer Pokalsieger 2003–2007
- Champions-League-Finalist 2005
- Miss Handball-EM 2008